# Châtelblanc
Châtelblanc est une commune française située dans le département du Doubs, la région culturelle et historique de Franche-Comté et la région administrative Bourgogne-Franche-Comté. 
Châtelblanc possède un vaste domaine skiable connecté à la GTJ.

## Géographie

### Toponymie
Chastelblanc en 1374 ; Castro albo en 1444.

### Communes limitrophes

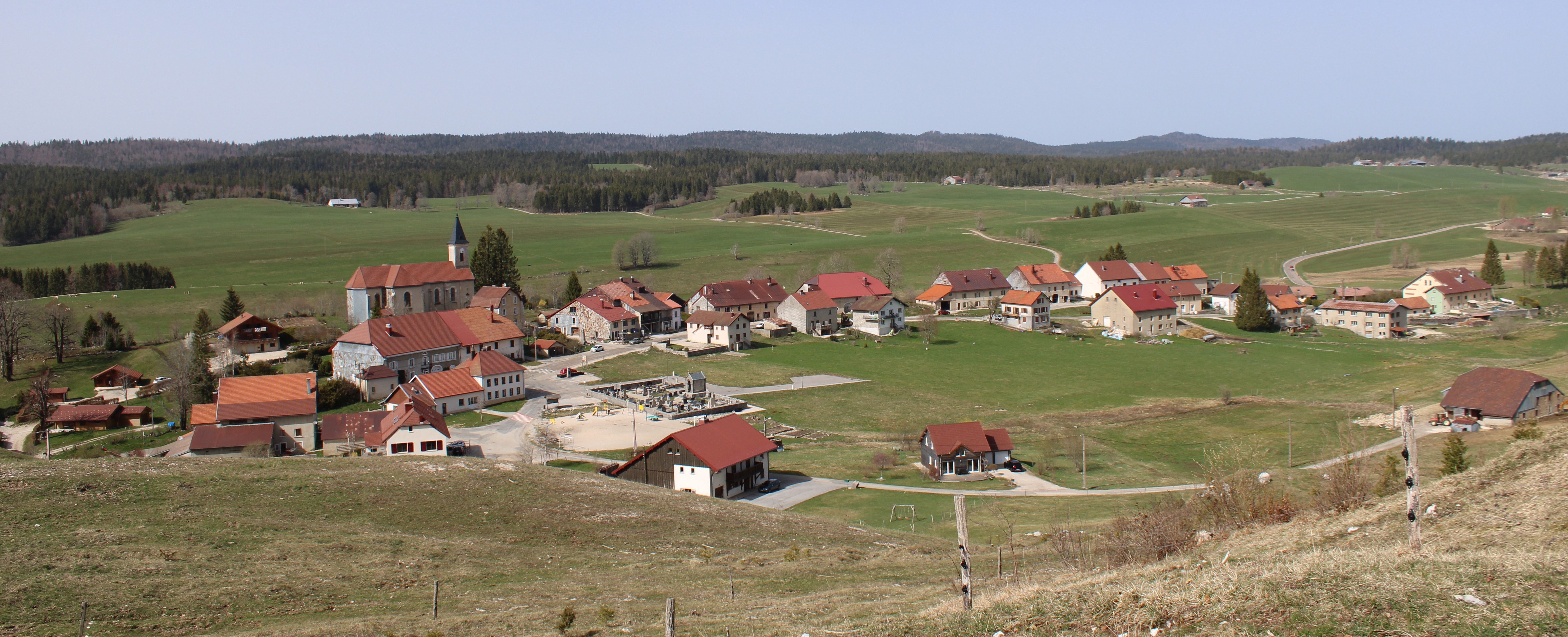
Panorama du village.

### Climat
Pour des articles plus généraux, voir Climat de la Bourgogne-Franche-Comté et Climat du Doubs.
En 2010, le climat de la commune est de type climat de montagne, selon une étude du Centre national de la recherche scientifique s'appuyant sur une série de données couvrant la période 1971-2000. En 2020, Météo-France publie une typologie des climats de la France métropolitaine dans laquelle la commune est exposée à un climat de montagne ou de marges de montagne et est dans la région climatique  Jura, caractérisée par une forte pluviométrie en toutes saisons (1 000 à 1 500 mm/an), des hivers rigoureux et un ensoleillement médiocre. 
Pour la période 1971-2000, la température annuelle moyenne est de 6,5 °C, avec une amplitude thermique annuelle de 16 °C. Le cumul annuel moyen de précipitations est de 1 845 mm, avec 12,9 jours de précipitations en janvier et 11,2 jours en juillet. Pour la période 1991-2020, la température moyenne annuelle observée sur la station météorologique de Météo-France la plus proche, « Mouthe », sur la commune de Mouthe à 7 km à vol d'oiseau, est de 6,9 °C et le cumul annuel moyen de précipitations est de 1 677,4 mm. 
La température maximale relevée sur cette station est de 36 °C, atteinte le 1er juillet 1952 ; la température minimale est de −36,7 °C, atteinte le 13 janvier 1968,,. 
Les paramètres climatiques de la commune ont été estimés pour le milieu du siècle (2041-2070) selon différents scénarios d'émission de gaz à effet de serre à partir des nouvelles projections climatiques de référence DRIAS-2020. Ils sont consultables sur un site dédié publié par Météo-France en novembre 2022.

## Urbanisme

### Typologie
Au 1er janvier 2024, Châtelblanc est catégorisée commune rurale à habitat dispersé, selon la nouvelle grille communale de densité à 7 niveaux définie par l'Insee en 2022.
Elle est située hors unité urbaine et hors attraction des villes,.

### Occupation des sols
L'occupation des sols de la commune, telle qu'elle ressort de la base de données européenne d’occupation biophysique des sols Corine Land Cover (CLC), est marquée par l'importance des forêts et milieux semi-naturels (74,4 % en 2018), une proportion identique à celle de 1990 (74,4 %). La répartition détaillée en 2018 est la suivante : 
forêts (70,7 %), zones agricoles hétérogènes (21,5 %), prairies (4 %), milieux à végétation arbustive et/ou herbacée (3,7 %), zones humides intérieures (0,1 %). L'évolution de l’occupation des sols de la commune et de ses infrastructures peut être observée sur les différentes représentations cartographiques du territoire : la carte de Cassini (XVIIIe siècle), la carte d'état-major (1820-1866) et les cartes ou photos aériennes de l'IGN pour la période actuelle (1950 à aujourd'hui).

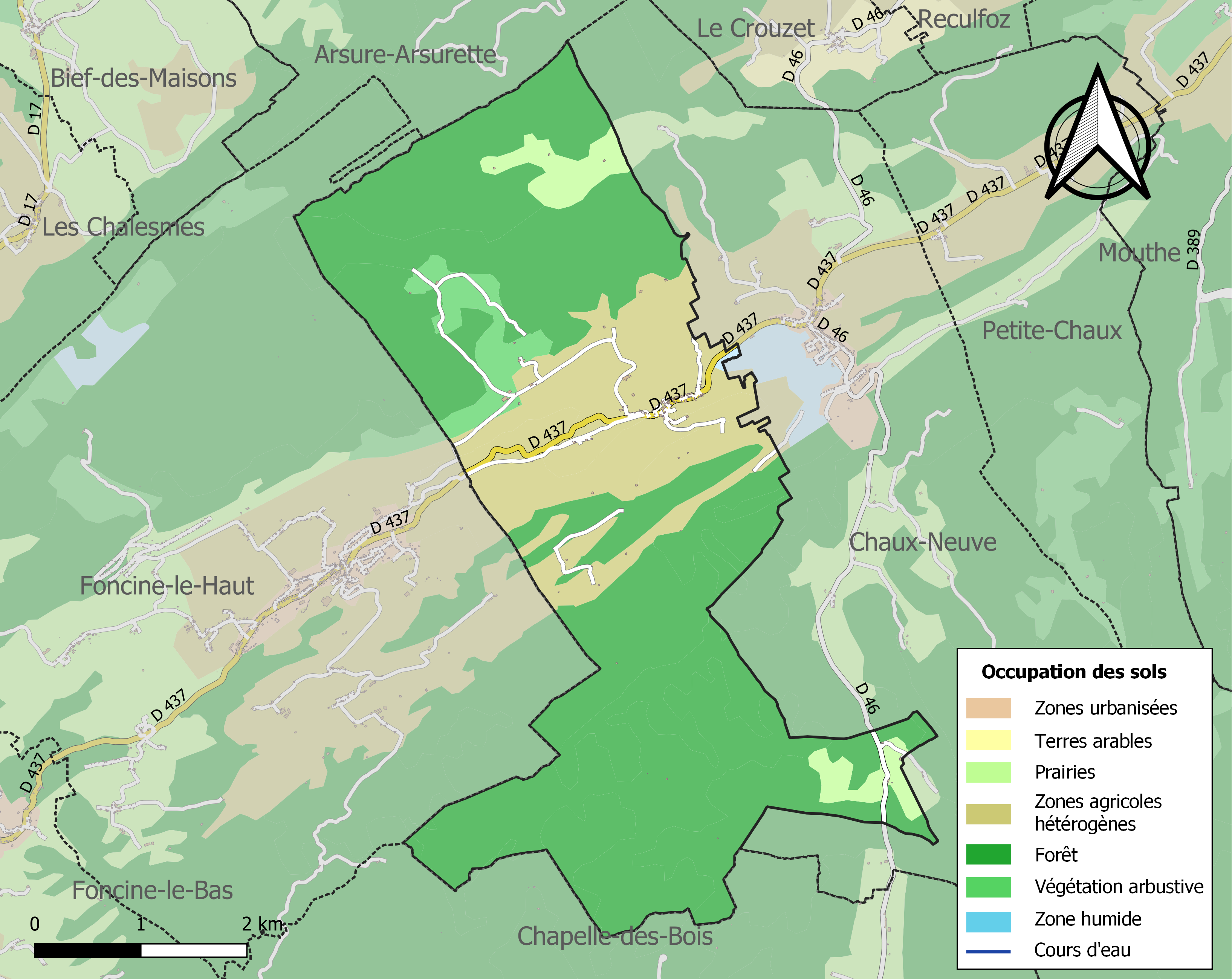
Carte des infrastructures et de l'occupation des sols de la commune en 2018 (CLC).

## Histoire

### Jean l'antique

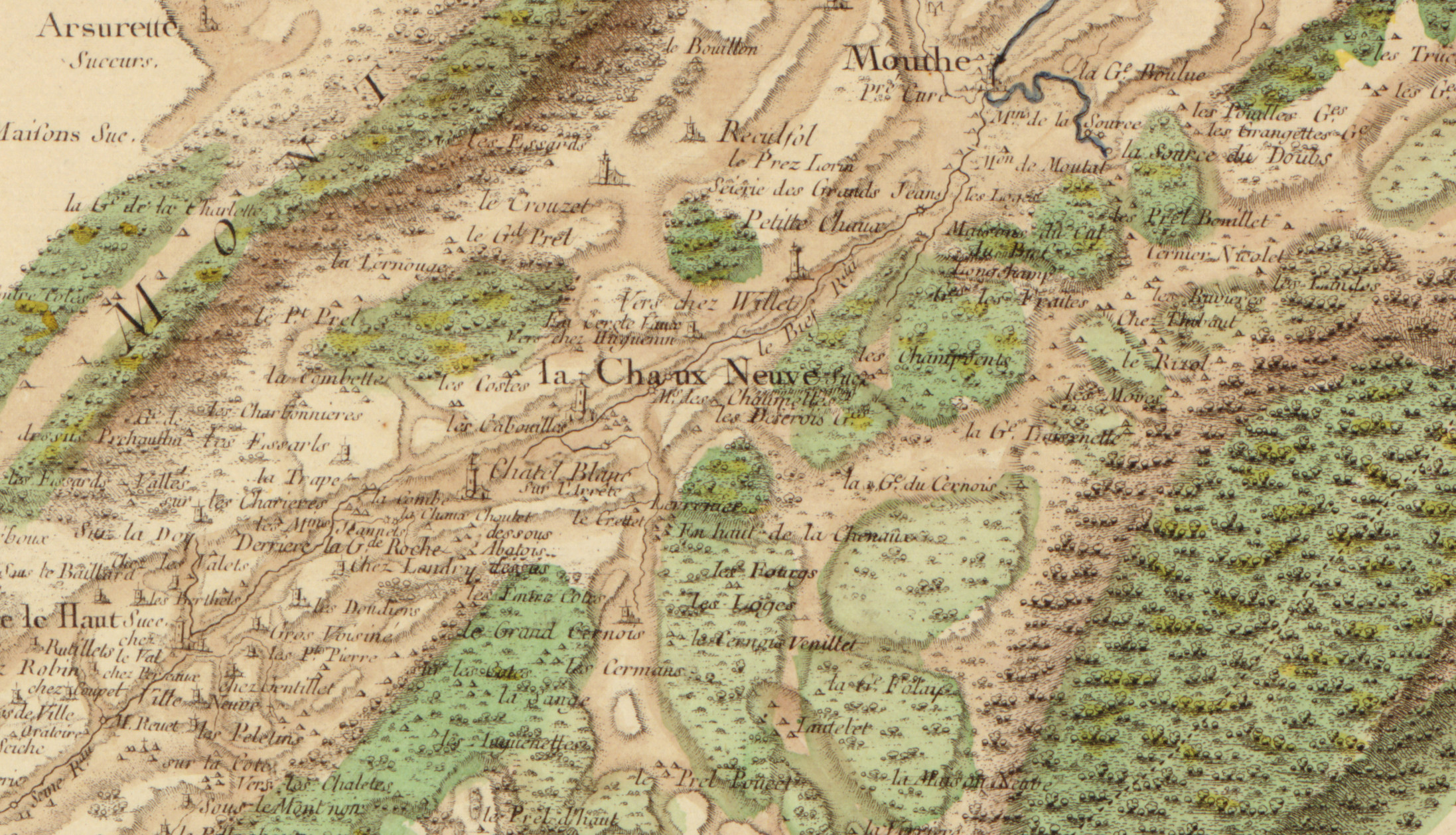
Carte de Cassini.

Située au sud-ouest de celle de Jougne la seigneurie de Châtelblanc était composée de Chaux-Neuve, Chapelle-des-Bois et Châtelblanc. Les premiers habitants de cette contrée avaient été envoyés par le monastère de Condat (nommé aussi abbaye de Saint-Oyand) pour défricher les montagnes boisées. Dans le courant du mois de novembre 1266, l'abbé Guido (ou Gui) donnait en fief à Jean Ier de Chalon, dit Jean l'antique, la terre inhabité comprise entre la source de l'Orbe jusqu'à l'orée de Mouthe. Le comte Jean et son épouse Laure de Commercy acceptaient cette inféodation devant Guillaume II de la Tour archevêque de Besançon ; cette charte stipulait que l'évêque se réservait la moitié des impôts à percevoir sur les fours, les moulins, la justice, les péages ainsi que la totalité des droits spirituels, de plus les deux parties auraient chacune un prévôt, enfin l'abbé se réservait la concession de la chasse mais dans le cas de gros gibiers, de faucons, d'épervier ou d'autres oiseaux de proie, le chasseur en aurait un tiers, le comte un autre tiers et l'abbé le troisième tiers.

### La seconde charte
En août 1301, l'abbé Étienne I de Villars demandait à revoir cette concession. En effet, il se plaignait qu'il était difficile de trouver des colons pour ces terres désolées aussi demandait-il à Jean Ier de Chalon-Arlay d'y construire une forteresse qu'il garderait à perpétuité dans sa famille mais ferait partie du fief du monastère ; les bourgs, villages, habitants et les revenus seraient pour moitié au couvent et pour l'autre à la maison de Chalon-Arlay ; la justice et son exécution serait sous l'autorité du seigneur mais les enquêtes et l'instruction seraient faites en commun ; les biens des condamnés et les amendes seraient partagés entre les deux parties. L'abbé se réservait les droits de patronage, d'offrandes et de sépultures ; la poix récoltée dans les forêts de la seigneurie ne pourrait être vendue qu'au seigneur de Chalon-Arlay (la noire valant cinq sous estevenant les cent livres et la blanche quatre sous). Ces nouvelles disposition étaient acceptées par Jean Ier de Chalon-Arlay et confirmées par Louis de Thoire-Villars, archevêque de Lyon.

### Chatelblanc

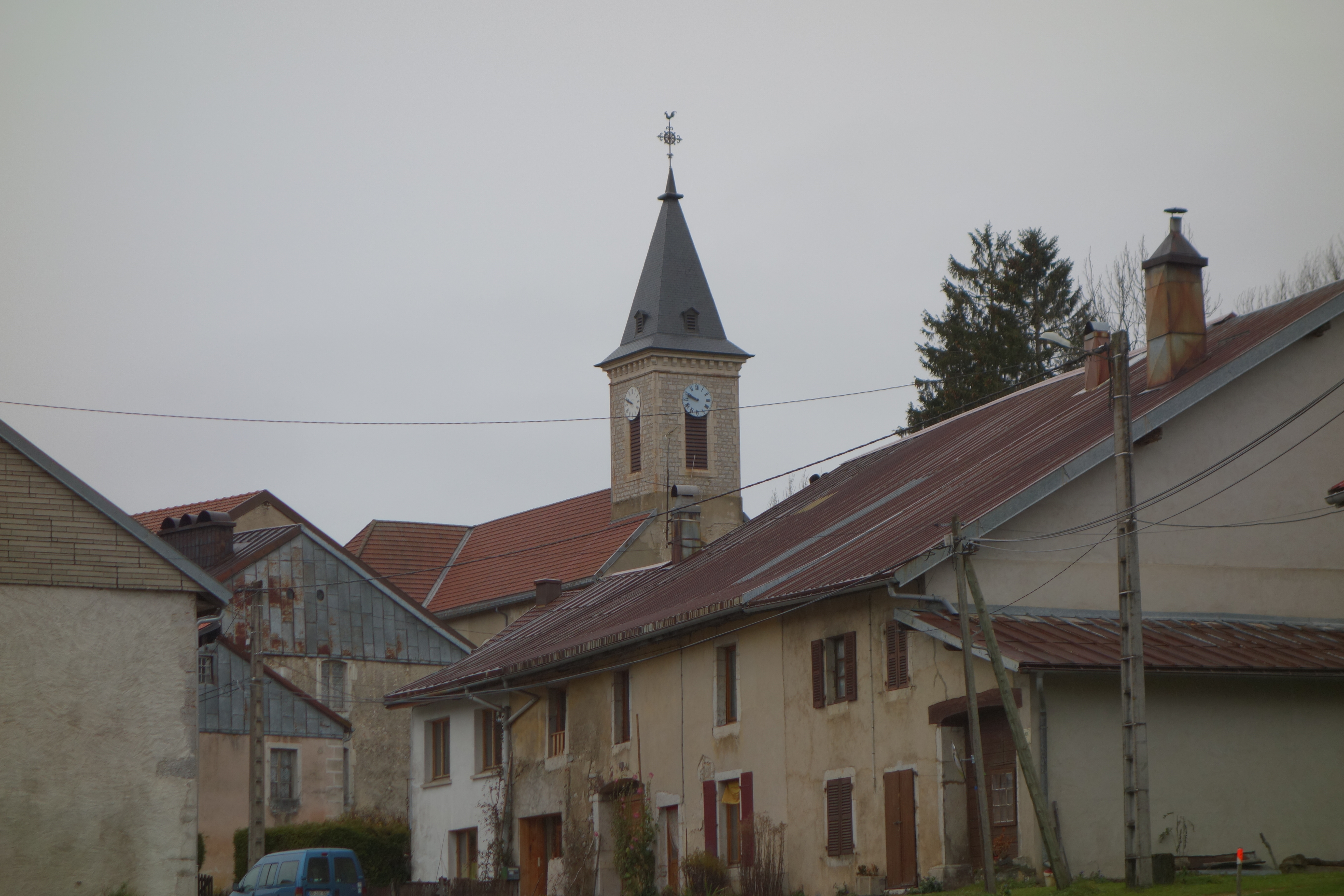
Village et clocher de Châtelblanc.

C'est en 1303 qu'apparaissait pour la première fois le nom de Châtelblanc et c'était à l'occasion de la rédaction de la charte de franchise de la seigneurie accordée par Jean de Chalon. Guillaume de la Baume, abbé de Saint-Oyand, confirmait ces franchises le 26 juin 1351, à cette occasion Châtelblanc est nommé « locus » ou « villa Castri albi ». En plus des droits de la seconde charte, Guillaume ajoutait « le droit de Joyeux avénement, les frais de route à la cour de Rome et l'aide pour rançon » en échange les habitants étaient déclarés « libres et exempts de toute collecte, prise, corvée, exaction et mauvaise coutume ». Ces avantages attirèrent des colons qui formèrent des hameaux et des villages aux alentours, mais sous prétexte que ces droits ne concernaient pas les étrangers le sire de Chalon et l'abbé voulurent les réduire en servitude ce qui devait faire fuir les nouveaux habitants. Afin de les faire revenir pour peupler durablement leurs terres, les deux seigneurs déclarèrent dans des chartes de 1364 et de 1384 : «  quils ôtoient, quittoient et remettoient perpétuellement à leurs hommes et femmes rèsidens ès dits lieux, aux présents et à ceux qui pour le temps à venir demeureront et résideront, pour eux et leurs hoirs, la dite mortemain, promettant en bonne foi par nostre serment donné sur les saints Evangiles, pour nous, nos hoirs, et ceux qui cause ont ou auront de nous, de tenir fermement, et non contrevenir en aucune manière audit traité ». Ces mêmes franchises étaient accordées à Chaux-Neuve, à Chaux-Choulet (aujourd'hui Chauchoulet, lieu-dit à 500 mètres de Châtelblanc), à Bois-d'Amont, à Belle-Fontaine, à une partie du territoire Des Rousses et de Morbier. En 1372, Hugues II de Chalon-Arlay accordait aux habitants de Foncine le droit d'usage dans les terres de Châtelblanc depuis les limites de Mouthe jusqu'à Saint-Claude moyennant une cense annuelle de cinquante livres de cire.

### L'inventaire de Châtelblanc
Le 22 mai 1499, des commissaires étaient envoyés à Chatelblanc afin de connaitre l'état de cette seigneurie qui comptait alors trente « chézeaux » (nom donné aux habitations). Parmi les habitants de cette époque les commissaires relevaient les noms de Benoit Bourgeois, Claude Bourgeois, Benoit Blondéal, Benoit Jéhannet, Claude Jéhannet, Jean Faulconnet, Philippe Faulconnet, Jean Guichard, Philippe Michiel, Pierre Michiel, Jean Michiel, Claude Griffon, Pierre Griffon, Claude Bruillart, Benoit Bruillart, Michel Bruillart, Jacques Fumey... Ils notaient que la ville n'était pas fermée de murailles alors qu'une des clauses des franchises stipulaient que la construction des murs, leur réparation, l'ouverture et l'entretien des fossés étaient à la charge du seigneur ; ils ajoutaient « qu'à l'endroit de la dernière maison, du côté du vent à jurant avons vu une montagne ronde assez haute, sur laquelle on voit bien loin, tant du côté de Mouthe que du côté devers Foncine, et au-dessus de laquelle on dit communément quil y souloit avoir un chastéal, et au-dessus il y a des cicatrices, enseignes et apparences de tranchis et édifices ; pour raison de quoy ladite ville de Châtelblanc a pris son nom, comme l'on voit et croit communément. Ladite ville est assise en un assez haut lieu (dans la vallée), dont environ la moitié pend contre bise, et l'autre contre vent : l'eau qui vient d'un côté tire au Doubs, et celle qui tombe de l'autre se tend à la rivière d'Ain ». Cette même année, en plus de la reconnaissance de dîmes que les habitants devaient faire, il leur était demandé de faire « monstre d'arme » devant leur châtelain, ceux de Chaux-Neuve et de Chaux-Choulet déclaraient devoir pour chacun d'eux une « poulaille » à la Saint-André ainsi que le douzième denier pour la vente de leurs héritages, qu'en cas d'échange ils ne devaient rien sauf s'il y avait une plus value en argent.
En 1633 était fondée une chapelle à Châtelblanc par Pierre Blondeau, tabellion général en Bourgogne et juge châtelain de la seigneurie. Cette chapelle était consacrée en 1665 par Antoine-Pierre de Grammont, archevêque de Besançon. Elle possédait les reliques entières de saint Alexandre données en 1642 par des frères de l'ordre de la Sainte Trinité.

## Politique et administration
| Période                                  | Période  | Identité                    | Étiquette | Qualité |
| ---------------------------------------- | -------- | --------------------------- | --------- | ------- |
| avant 1995                               | ?        | Marie-Paule Langel          |           |         |
| mars 2001                                | 2014     | Michel Blondeau-Patissier   | UMP       |         |
| mars 2014                                | mai 2020 | Samuel Hatri                | SE        | Artisan |
| mai 2020                                 | En cours | Roland Bourgeois dit Dessus |           |         |
| Les données manquantes sont à compléter. |          |                             |           |         |

## Démographie

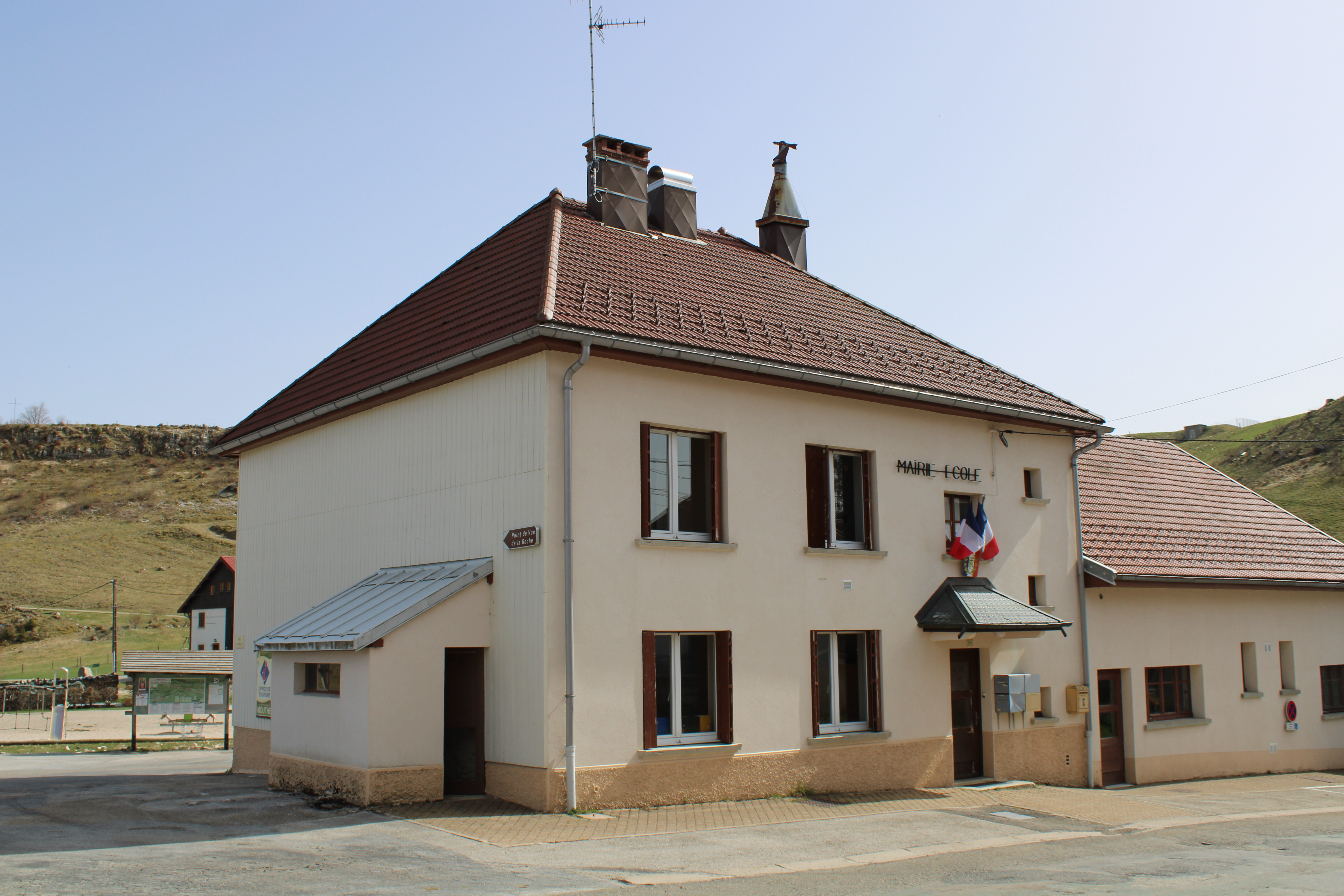
La mairie.

L'évolution du nombre d'habitants est connue à travers les recensements de la population effectués dans la commune depuis 1793. Pour les communes de moins de 10 000 habitants, une enquête de recensement portant sur toute la population est réalisée tous les cinq ans, les populations de référence des années intermédiaires étant quant à elles estimées par interpolation ou extrapolation. Pour la commune, le premier recensement exhaustif entrant dans le cadre du nouveau dispositif a été réalisé en 2004.

En 2022, la commune comptait 110 habitants, en évolution de −12 % par rapport à 2016 (Doubs : +1,88 %, France hors Mayotte : +2,11 %).
| 1793 | 1800 | 1806 | 1821 | 1831 | 1836 | 1841 | 1846 | 1851 |
| ---- | ---- | ---- | ---- | ---- | ---- | ---- | ---- | ---- |
| 500  | 449  | 470  | 487  | 547  | 531  | 500  | 507  | 504  |

| 1856 | 1861 | 1866 | 1872 | 1876 | 1881 | 1886 | 1891 | 1896 |
| ---- | ---- | ---- | ---- | ---- | ---- | ---- | ---- | ---- |
| 511  | 492  | 502  | 418  | 422  | 423  | 403  | 310  | 303  |

| 1901 | 1906 | 1911 | 1921 | 1926 | 1931 | 1936 | 1946 | 1954 |
| ---- | ---- | ---- | ---- | ---- | ---- | ---- | ---- | ---- |
| 279  | 272  | 223  | 197  | 187  | 170  | 146  | 132  | 133  |

| 1962 | 1968 | 1975 | 1982 | 1990 | 1999 | 2004 | 2006 | 2009 |
| ---- | ---- | ---- | ---- | ---- | ---- | ---- | ---- | ---- |
| 140  | 131  | 123  | 114  | 104  | 102  | 104  | 100  | 112  |

| 2014 | 2019 | 2022 | - | - | - | - | - | - |
| ---- | ---- | ---- | - | - | - | - | - | - |
| 122  | 110  | 110  | - | - | - | - | - | - |

## Lieux et monuments

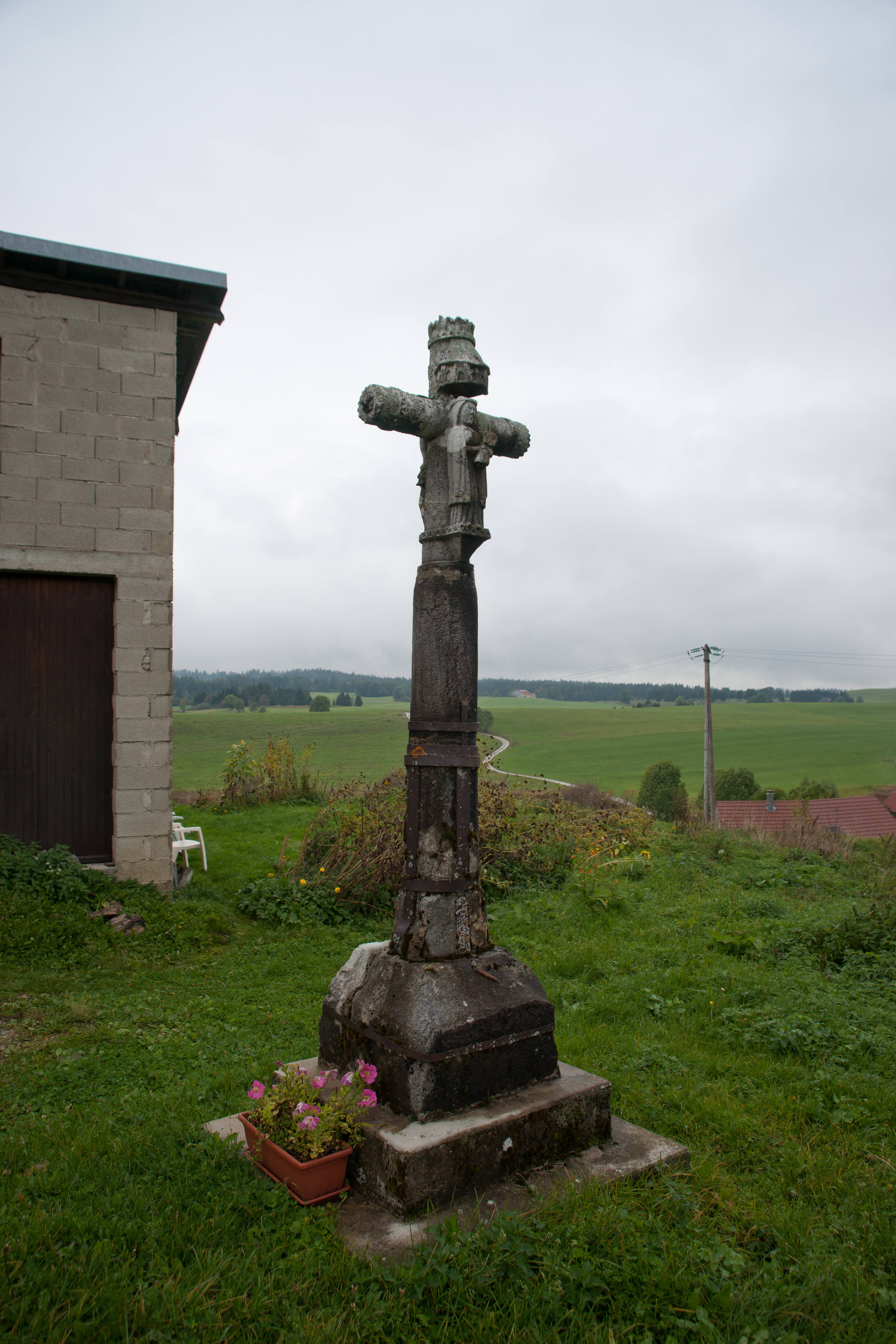
La Croix de la Combille à Châtelblanc.

- La croix de la Combille du XVIe siècle inscrit aux monuments historiques en 1989.
- La source du Cébriot affluent rive gauche du Doubs.

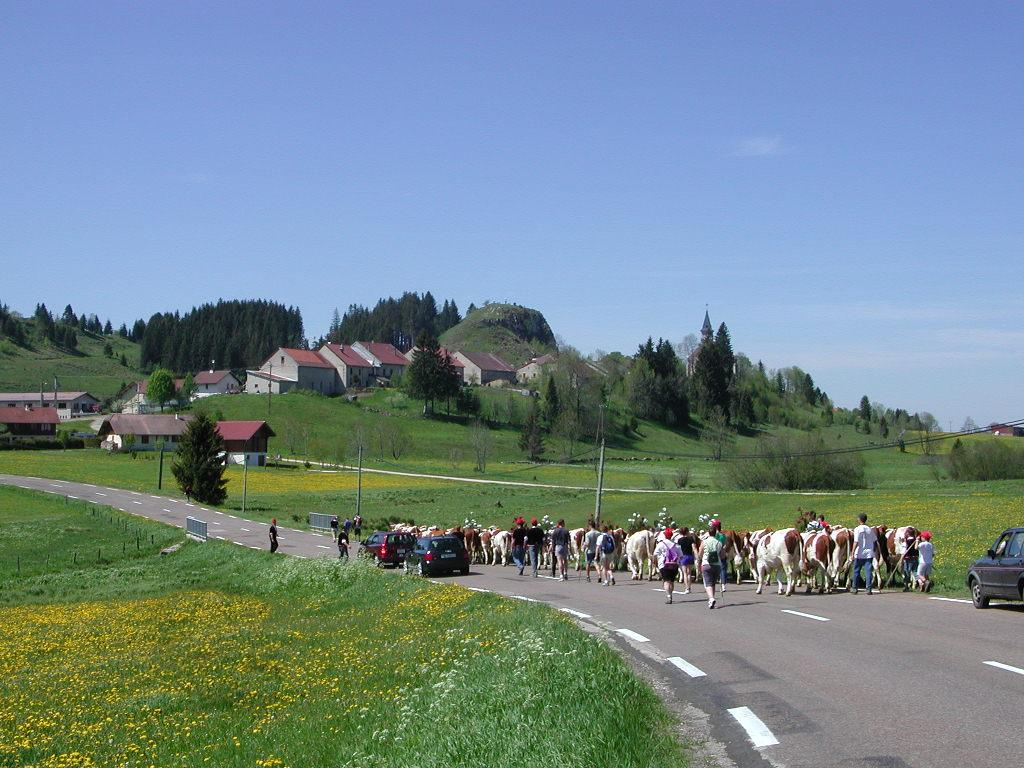
Montée des génisses.
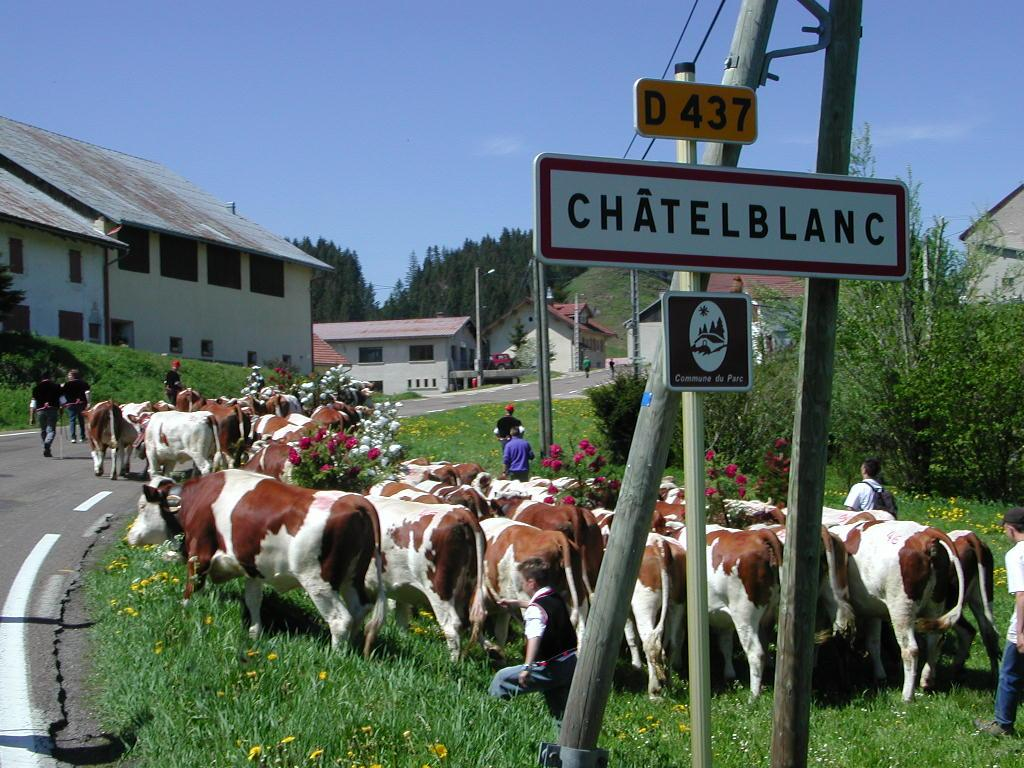
Montée des génisses.
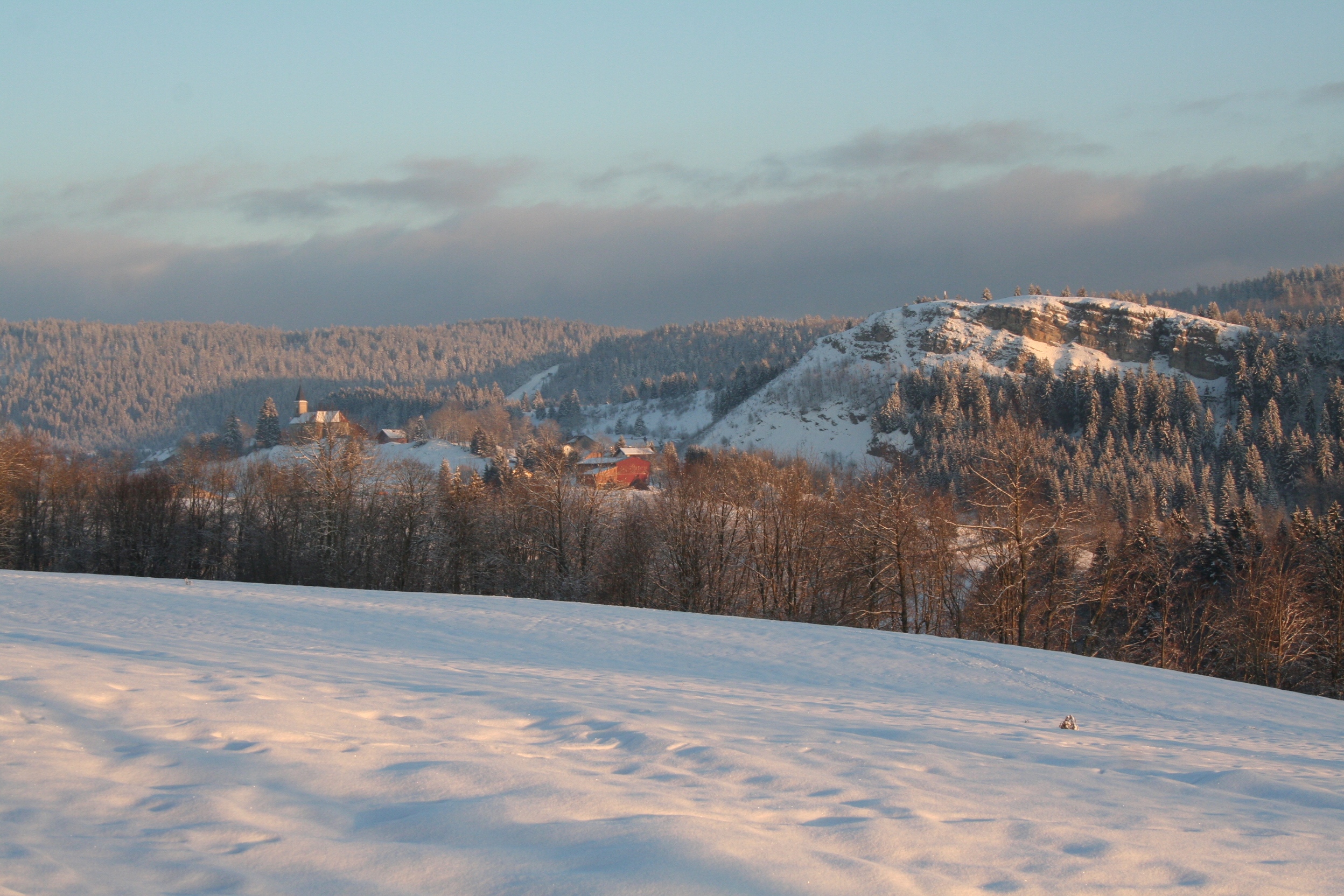
Le village en hiver.

## Personnalités liées à la commune
- Dominique-François Bourgeois, né à Chatelblanc en 1697 (+Paris 1781), inventeur de la lanterne à réverbère qui équipèrent les rues de Paris à partir de 1769[22].